# روز جهانی صنایع دستی
روز جهانی صنایع دستی، رویدادی جهانی است که به منظور گرامیداشت هنر و خلاقیت صنعتگران و هنرمندان سراسر دنیا برگزار می‌شود. این روز فرصتی است برای شناخت بیشتر صنایع دستی و اهمیت آن‌ها در حفظ فرهنگ و اقتصاد جوامع که همه ساله در تمام کشورهای جهان جشن گرفته می‌شود. در تقویم جهانی ۱۰ ژوئن (۲۰ خرداد) هر سال روز جهانی صنایع دستی است.
صنایع دستی به محصولاتی اطلاق می‌شود که با استفاده از مواد اولیه بومی و با دست یا ابزارهای دستی ساخته می‌شوند.

## تاریخچه
پس از جنگ جهانی دوم و با هدف حفاظت از هنرهای دستی، در سال ۱۹۶۴ نخستین همایش جهانی صنایع دستی در نیویورک برگزار شد. این همایش منجر به تأسیس شورای جهانی صنایع دستی شد که دبیرخانه آن در آمستردام هلند قرار دارد.
ایران، با پیشینه فرهنگی و تاریخی غنی در حوزه صنایع دستی، در سال ۱۹۶۸ به این شورا پیوست. پیشنهاد تعیین روزی به عنوان «روز جهانی صنایع دستی» توسط ایران در سال ۲۰۱۰ مطرح شد و با موافقت شورا، روز ۱۰ ژوئن (۲۰ خرداد) به این عنوان نام‌گذاری شد.

## صنایع دستیدر ایران
در سازمان جهانی یونسکو ۶۰۰ صنعت دستی ثبت شده است که ۴۵۰ صنعت دستی متعلق به کشور ایران است، از این تعداد ۲۸۷ صنعت متعلق به شهر اصفهان است. ایران سومین کشور تولیدکننده صنایع دستی در جهان است و وزارت میراث فرهنگی، گردشگری و صنایع دستی متولّی این بخش است.
در ایران، به مناسبت روز جهانی صنایع دستی، بازارچه‌ها و نمایشگاه‌های مختلفی در شهرها و روستاها برگزار می‌شود. این بازارچه‌ها فرصتی را برای هنرمندان و صنعتگران فراهم می‌کنند تا محصولات خود را به نمایش بگذارند و فرهنگ و هنر مناطق مختلف را به مردم معرفی کنند. برنامه‌های فرهنگی متنوعی نظیر اجرای موسیقی سنتی نیز در این رویدادها برگزار می‌شود تا اهمیت و زیبایی صنایع دستی بیشتر مورد توجه قرار گیرد.